# Ars dictaminis
Ars dictaminis (även "ars dictandi") översätts vanligtvis till svenska som brevskrivandets konst, var namnet på den medeltida färdigheten att skriva brev och liknande textdokument. Ars dictaminis räknades tillsammans med ars praedicandi och ars poetriae som de tre delarna av retoriken under medeltiden. Ordet diktator kommer från den som dikterade brevet, och att ta diktamen är processen att skriva ner talet. 
Brevet beskrevs under medeltiden som en mindre variant av ett tal, och man var därför av åsikten att  det precis som för talskrivandet även borde finnas vissa riktlinjer för hur brev skulle skrivas. Detta ledde till att man under medeltiden började utforma regler för formen på brev och andra former av skriftlig retorik.  
Framstående företrädare för ars dictaminis var bland annat retorikläraren Guido Faba och filosofen Boncompagno da Signa. 

## Brevets beståndsdelar
Alla brev skulle innehålla specifika delar. Brev skulle inledas med ett salutatio som ofta var en form av högtidlig hälsning från avsändaren. Salutatiot var i högsta grad viktigt då den på ett sätt befäste relationen mellan avsändaren och mottagaren. Efter salutatiot kom ett exordium vars syfte var att väcka mottagarens intresse för brevet och dess innehåll. Därefter följde ett captatio benevolentiae, där avsändaren hade möjlighet att visa på välvilja. Efter det kom ett narratio, som var en sorts bakgrund till brevet, och som beskrev orsaken till det. Därefter angavs en specifik förfrågan eller begäran, ett petitio.  Till sist följde sedan ett conclusio som sammanfattade brevets innehåll och som verkade som avslutning. 

## Skrivprocessen
Många gånger inleddes processen att skriva ett brev med att avsändaren, oftast en högt uppsatt person, dikterade ett brev, vars viktigaste punkter och innehåll skrevs ner av en sekreterare. Sekreteraren hade sedan i uppgift att formulera ett välstrukturerat och övertygande brev som var anpassat efter mottagaren. Brevet skickades därefter till mottagaren med ett sändebud, som också ansvarade för att läsa upp brevet för mottagaren. Till skillnad från idag, när brev oftast läses privat, läste under medeltiden sändebudet upp brevet för alla som befann sig i samma rum som mottagaren när brevet anlände. Sändebudet skulle även förklara och tolka det som stod skrivet i brevet, om det fanns behov för det. 
De medeltida breven tillhörde vanligtvis en av två sorter: antingen skrivna för allmänheten, vilka lästes upp högt, eller skrivna för en specifik person, som sedan också lästes upp högt trots andras närvaro. 

## Brevets stil
Stilen var mycket viktig under medeltiden, då breven skrevs av lärda män för andra lärda män. Den språkliga utformningen var därför av största vikt, och man lade mycket fokus på rytm och klang av den enkla anledningen att breven skulle läsas högt.  Oftast var sekreterarna och sändebuden tränade i retorik, vilket gav dem goda förutsättningar för att skriva brev som uppfyllde avsändarens krav och förhoppningar om brevets effekt och verkan. 